# 附生植物

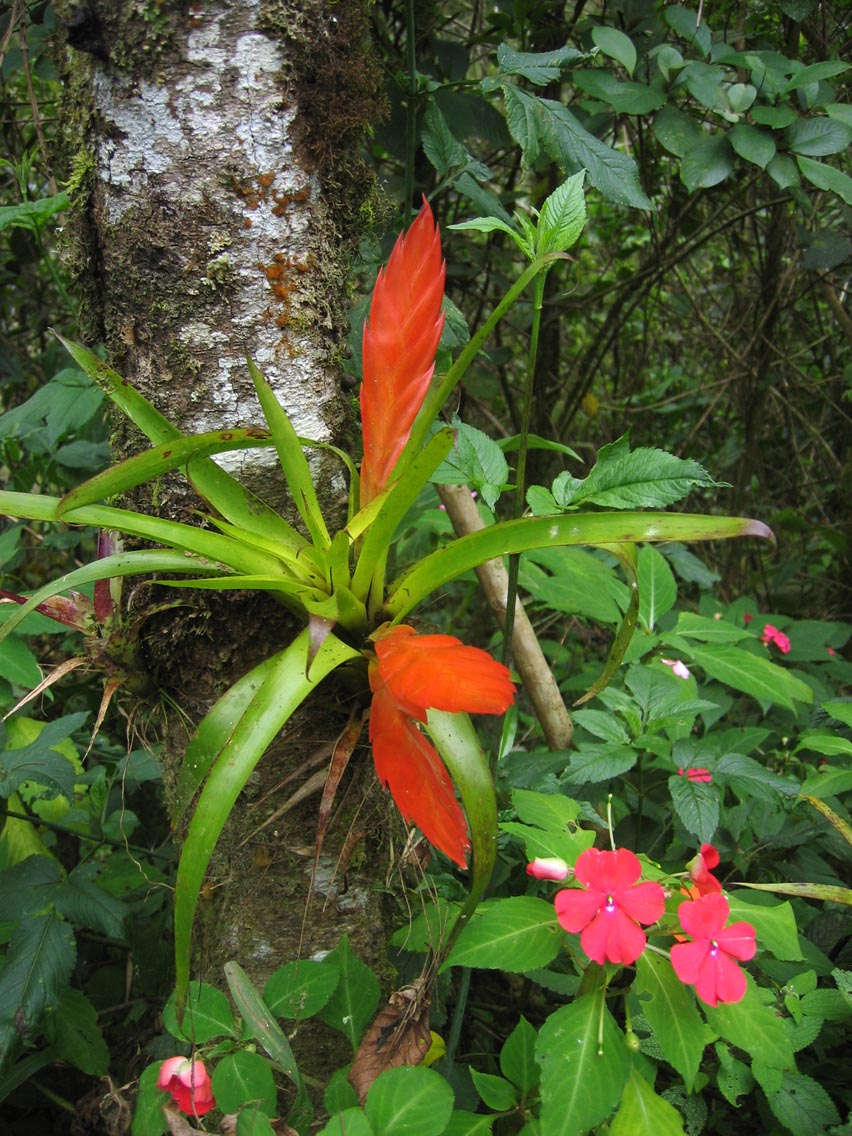
在哥斯达黎加靠近奧羅西區的附生植物.

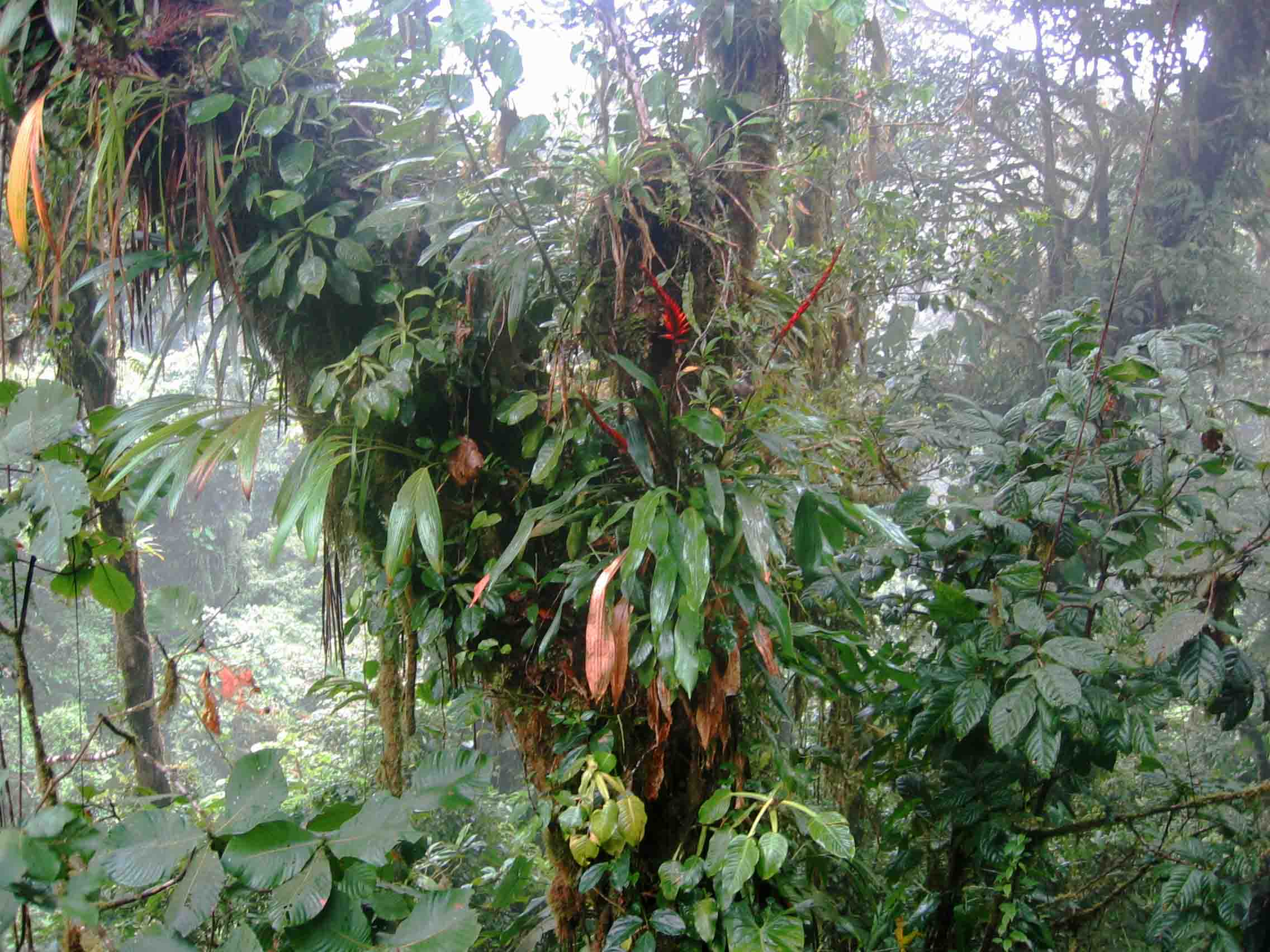
熱帶雨林的附生植物

附生植物（Epiphyte）又稱 附著植物、著生植物，是植物在其它活體植物上面生長或是依附的現象，其水分及養分由環境中取得而非由被附著的活體植物取得。
這種關係通常多數與較高階的植物有關，然而表生細菌、表生真菌、藻類、地衣、苔蘚，以及蕨類也可為 附生生物（Epibiont）而生存良好。附生植物通常存在於溫帶（例如，許多苔蘚，地錢，地衣和藻類）或熱帶（例如許多蕨類，仙人掌，蘭花和鳳梨）中。由於它們對水和土壤的要求極低，因此大多能形成良好的室內觀葉植物。附生植物為其他生物體包括動物，真菌，細菌，和黏菌提供豐富多樣的棲息地。
附生植物分为附生非维管植物(如地衣、苔藓)和附生维管植物（如蕨类和种子植物）。
附生植物是勞恩凱爾植物生活型分類系統(Raunkiær system)的分类細分之一。

## 相關
- 半附生植物（英语：hemiepiphytic）

## 外部連結
- Epiphytes on a Scot's Pine in Gorbie Glen, Scotland （页面存档备份，存于）